# 高岡市美術館
高岡市美術館（たかおかしびじゅつかん、TAKAOKA ART MUSEUM）は、富山県高岡市中川にある公立美術館。この項目では、高岡市美術館の前身である高岡市立美術館（たかおかしりつびじゅつかん）についても解説する。

## 概要
1994年（平成6年）9月15日に開館。美術工芸、金属造形を中心とする常設展示や定期的な企画展示が行われる。建物は地上2階、地下1階。1階には受付、企画展示室など、2階には高岡市藤子・F・不二雄ふるさとギャラリー、テラスなど、地下1階にはショップ、駐車場などがある。1998年（平成10年）に建設省の「公共建築百選」に選ばれている。

## 歴史
1951年（昭和26年）4月に開催された高岡産業博覧会の美術館パビリオンとして、高岡古城公園内に木村得三郎の設計により建設され、同年8月26日に公立美術館として開館。第二次世界大戦後北陸では初、高松市立美術館（現高松市美術館）に次いで設立された公立美術館であった。当時、東京都美術館、京都市美術館、神奈川県立近代美術館など、数える程しかなかった公立美術館のひとつだった。この建物は現在も高岡市立博物館本館として利用されている。
1972年（昭和47年）10月1日、高岡市立美術館に改称。
1992年（平成4年）2月、美術館の狭隘化により、新しい美術館の建設が決定し、同年3月に市民総合文化広場（高岡文化の森）の拠点施設として着工した。
1994年（平成6年）4月28日、地下1階地上2階建ての新しい美術館が完成し、同年9月15日に開館。現在の高岡市美術館に至る。開館と同時に県内の美術館として初めて110インチの大型画面を備えたハイビジョンシアターが設置された。
2013年（平成25年）12月1日から翌年1月5日まで高岡市出身の藤子・F・不二雄生誕80年の記念展を開催し、期間中、高岡銅器の「高岡市ドラえもんポスト」をアートギャラリーに設置し、反響が大きかったため、改めて高岡市美術館エントランスホールに2014年1月6日から2月28日まで設置（2014年3月29日に高岡駅待合室（交通広場）内に移設）。
2015年12月1日に「高岡市藤子・F・不二雄ふるさとギャラリー」を美術館2階に開設した。

## 展示室・施設
高岡市美術館の建物の設計は建築家の内井昭蔵が手掛けた。建築面積 3152.98m2、鉄筋コンクリート造、地上2階、地下1階、塔屋1階建て。延床面積 5,630.99m2、展示面積 1,488.21m2。
地下1階
- 市民ギャラリー、ホール（ビトークホール）、ミュージアムショップ、ティーラウンジ、パティオ、駐車場

1階
- エントランスホール、受付、コインロッカー、企画展示室 1・2・3、アートホール、光と水の塔、休憩コーナー

2階
- 高岡市藤子・F・不二雄ふるさとギャラリー[6][7]、ギャラリーショップ、テラス

## シンボルマーク
高岡市美術館のシンボルマークのデザインは、グラフィックデザイナーの松永真が手掛けた。